# 콘도 초지로

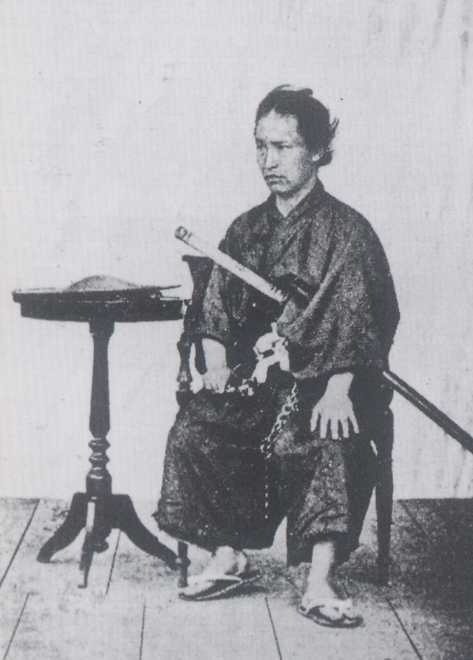
콘도 초지로

콘도 초지로(일본어: 近藤長次郎, こんどう ちょうじろう 곤도 초지로[*], 1838년 4월 1일 ~ 1866년 2월 28일)는 막말의 도사번 출신의 인물이다. 이름은 하나무네(春宗)。별명은 우에스기 소지로(上杉宋次郎)、콘도 초지로(近藤昶次郎)、바이카도진(梅花道人, 매화도인).

## 생애
고치성 아래의 만두 상인의 아들로 초지로 자신도 만두를 팔았기 때문에, 처음에는 성씨가 없이 만두가게 초지로(饅頭屋長次郎)로 불렸다.
유소년기부터 총명하였고 토사에서는 가와다 쇼료, 에도에서는 아사카 곤사이 등에게 배웠다. 그 재능을 야마우치 요도에게도 인정받아 1863년에 (사무라이처럼) 칼 소지가 허용되었고 이후 고베 해군 훈련소에 들어왔다. 이와사키 야타로와는 지기로, 토사를 떠날 때 기념으로 칼을 받았다. 같은 토사 출신인 사카모토 료마와는 사이가 좋았고 해원대의 전신인 카메야마 삿츄를 함께 설립했다. 또 료마의 뜻에 따라 초슈에 가서 소총 거래를 도왔다. 이때 초슈번 수장인 모리 다카치카로부터 사례의 말을 직접 들었다.
그리고 초지로는 기선 유니온호 구매 과정에서 초슈번과 유니온호의 인도 조건을 둘러싸고 언쟁을 벌였다. 카메야마 삿츄가 중개한 건으로 인도 조건을 초슈에 맞추는 대신 초슈는 카메야마 삿츄 측에 사례금을 지불했다.

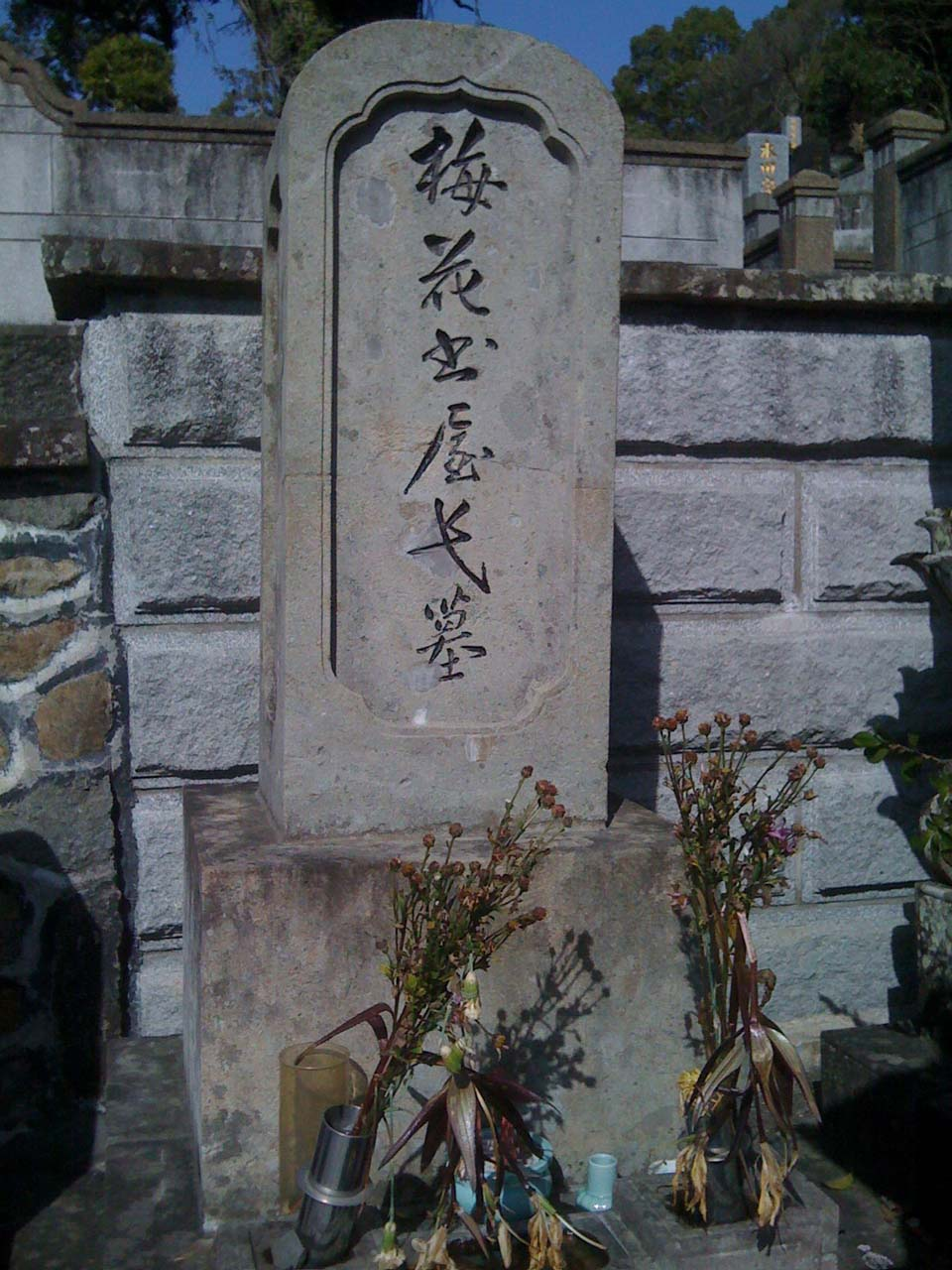
콘도 쵸지의 무덤 (나가사키시)

이후 초지로는 사쓰마 번의 고마쓰 기요카도가 비용을 내고 영국 상인 토머스 블레이크 글로버가 배를 준비해 영국으로 유학을 가려했으나 악천후로 출발하지 못하고 나가사키로 돌아왔다. 유니온호 매매에 노력해준 초지로에게 초슈 번에서 비용을 지원한 것을 초지로가 유용했다는 설도 있다. 이후 카메야마 삿츄의 동료들에게 추궁받은 초지로는 책임을 지기위해 할복했다. 료마는 당시 교토로 가던 중이어서 부재중이었다.
료마의 아내 나라사키 료는 회고록에 료마가 남긴 '내가 있었다면 죽게는 하지 않았을텐데'라는 말을 기록했다. 료마 본인은 초지로에 대해 '술수는 남아돌았지만 지성으로 다하지못해 우에스기가 몸을 망치게 되었다'라고 기록했지만 료마가 언급한 우에스기가 초지로를 지칭한 것이라는 증거는 없다.
장례는 카메야마 삿츄의 일원으로 치러졌다. 무덤은 코다이사(皓台寺)내에 마련되었으나 이후 코소네(小曾根)가의 묘지로 이장되었다. 묘비에는 료마의 글씨로 ｢梅花書屋氏墓｣라 새겨져있다.

## 참고 문헌
- 吉村淑甫『龍馬の影を生きた男 近藤長次郎』（平成22年、宮帯出版社）